# Xenophysogobio boulengeri
Xenophysogobio boulengeri är en fiskart som först beskrevs av Tchang 1929.  Xenophysogobio boulengeri ingår i släktet Xenophysogobio och familjen karpfiskar. Inga underarter finns listade i Catalogue of Life.